# Israël aux Jeux olympiques d'hiver de 1994
Cet article contient des informations sur la participation et les résultats d'Israël aux Jeux olympiques d'hiver de 1994, qui ont eu lieu à Lillehammer en Norvège. Il s'agit de la première participation du pays aux Jeux olympiques d'hiver. 

## Résultats

### Patinage artistique
| Hommes | Michael Shmerkin | 7,5 points | 15 (Qualifié) | 17,0 points | 17 | 24,5 points | 16 |